# アサヒ緑健
株式会社アサヒ緑健（アサヒりょくけん）は、福岡県福岡市に本社がある健康食品の製造販売会社。青汁を専門として営業販売活動を行っている。アサヒグループホールディングスとは無関係である。

## 会社概要
1997年（平成9年）10月、福岡県福岡市に本社を設立（資本金1千万円）。「心と体のトータルヘルスケア」を企業指針に、自然の大麦若葉から製造される「緑効青汁」を主力商品とし、主に通信販売や自社が企画制作提供するテレビ番組（テレビショッピング）などで営業販売活動をするほか、老人ホーム訪問やゴルフ大会、街角販売促進事業会への参加、青少年育成事業などの社会貢献活動にも積極的に取り組む。2006年（平成18年）より株式会社ランナーズと提携プロモーション契約を締結しており、市民マラソンの応援活動、参加にも力を入れている。

## 販売商品
- 緑効青汁（りょくこうあおじる）
- トクホの青汁ファイバー・イン
- トクホの青汁キトサン・イン
- 青汁×コラーゲン
- 青汁×グルコV (ファイブ)

## 広告・宣伝活動

### テレビCM
- 2006年（平成18年）10月から2007年（平成19年）9月頃まで、大橋巨泉を起用した「緑効青汁」のテレビCMが放送されていた。
- 2011年から2018年頃までは「緑効青汁」のCMには白鵬翔と杉山愛を起用したテレビCMが放送。
- 2015年10月、松山千春の「君を忘れない」をCMソングにしたテレビCMを提供番組内にて放送していた。
- 2018年7月からは杉山愛に加えて、若手俳優の高崎翔太を新たに起用した「緑効青汁」テレビCMが放送されている。
- 2021年4月、パッケージのリニューアルに伴い、CMに安田成美を起用[2]。
- 2022年はデビュー25周年・ギャラ25円の特別企画として、KinKi Kidsを起用[3]。

### テレビ番組

#### 自社の企画・制作・提供番組
アサヒ緑健が企画・制作・提供する健康情報番組・インフォマーシャルは、地方の民放テレビ局各局にて放送枠を買い付けており、スポンサー料金特B、B、Cランクの時間帯（特に早朝、午前9時 - 11時、午後2時 - 夕方6時にかけてのローカル編成枠。ゴールデンタイムなどAランク料金の時間帯は除く）で放送される。テレビショッピングとして販売の主軸を担っている。
番組では健康にまつわるトークや情報などを紹介するほか、大麦若葉使用の健康食品「緑効青汁」の通信販売やCMも展開している。
主に、テレビ東京のほか、TOKYO MXやテレビ神奈川（tvk）などといった独立放送局に東名阪の日本テレビ系、TBS系、フジテレビ系、テレビ朝日系局を除く地方民放各局やBSデジタル放送、CS放送の朝日ニュースターで放送。二重マル健康テレビが放送されていた時代は一週間に多数放送していたが、現在の制作番組は本数を減らして週1 - 2回のペースで放送している。
当初はスポットCMを流していなかったが、2006年（平成18年）に電話番号を変更してからは、各局で頻繁にスポットCMを流している。

##### 現在放送している、またはこれまでに放送された番組
アサヒ緑健テレビショッピング（インフォマーシャル）
アサヒ緑健が提供するインフォマーシャル番組の総称。一時期は「アサヒ緑健二重マルショッピング」の名称がついていた。
局の編成内容によっては1時間に2番組を放送する場合もある。
新聞の番組欄、テレビ誌などの番組表に記載する番組名は番組表の大きさにより「健康」などと表記される場合がある。
地上波以外ではBS日テレとBSテレ東で放送されている。
二重マル健康テレビ
1997年（平成9年）の会社設立とともに制作開始のアサヒ緑健企画制作番組の第1号。独立TV局など地方のテレビ局各局やBSデジタル放送で放送された。2001年（平成13年）春、薬事法抵触の恐れから放送中止となった。
健康生活情報テレビ
「二重マル健康テレビ」中止後しばらく、独立U局はじめ地方各局で放送された。内容など若干は改善されたものの、こちらも終了。その後「人生の切符（たびのきっぷ）」などに継承されている。
健康の達人
毎回著名人ゲストが出演して健康にまつわるトークをする。司会は雪村いづみ、井上順。TOKYO MXをはじめ地方民放各局やBS日テレでも放送されていた。
健やか倶楽部・編集局
毎回、日本各地からの健康に関する情報をリポートするほか、著名人ゲストとのトークもある。司会は小野ヤスシと玉利かおるが務めていた。TOKYO MXなど地方民放各局で放送されていた。
健康花マルTV
司会は小野ヤスシ・玉利かおるが務め、メインキャラクターとして「青汁クン」が登場していた。テレビ東京のワイド番組『E morning』（2011年終了。月 - 金 8時56分 - 11時25分）内の「モーニングテレショップ」（10時台）やテレビ大阪の木曜10時台の通販枠などで放送。
お元気ですか…
「病気の克服」をテーマに送るドキュメンタリー。TOKYO MXなど地方の民放各局で放送。
人生の切符（たびのきっぷ）
「人生」をテーマに送るドキュメンタリー。TOKYO MXをはじめ地方民放各局や、BS日テレでも放送されている。ナレーションは大海吾郎。
笑顔に逢いたくて…
「挑戦」をテーマに送るドキュメンタリー。TOKYO MXなど地方の民放各局で放送。

##### 太陽と緑の健やかタイム
サブタイトル
- 「笑顔の切符」（月 - 水）
- 「キラリ!元気人」（木・金）

2008年（平成20年）4月1日から2021年3月31日まで放送。終了時点で8分版（本編の前・後の少なくとも一方にステブレを挿入し、9分枠または10分枠としている局もあり。）と30分版の2種類存在していた。特記のないものは月 - 金曜日通しでの放送。
過去に放送された局
放送時間は打ち切り時点のものを明示。
| 放送対象地域   | 放送局名                  | 系列           | 放送時間                                                         | 備考 |
| -------------- | ------------------------- | -------------- | ---------------------------------------------------------------- | --- |
| 北海道         | 北海道テレビ（HTB）       | テレビ朝日系列 | 14:42 - 14:50                                                    | 2021年3月31日まで放送 |
| 青森県         | 青森朝日放送（ABA）       | テレビ朝日系列 | 13:55 - 14:03                                                    | 2020年3月27日まで放送 |
| 宮城県         | 東日本放送（KHB）         | テレビ朝日系列 | 5:17 - 5:25                                                      | |
| 福島県         | 福島放送（KFB）           | テレビ朝日系列 | 13:55 - 14:06                                                    | 2020年3月27日まで放送 |
| 新潟県         | 新潟テレビ21（UX）        | テレビ朝日系列 | 16:42 - 16:50                                                    | 2013年4月時点では15:50 - 15:58にて放送されていた[5]。 2020年3月31日まで放送                                                          |
| 長野県         | 長野朝日放送（abn）       | テレビ朝日系列 | 9:55 - 10:03                                                     | 2020年3月27日まで放送 |
| 石川県         | 北陸朝日放送（HAB）       | テレビ朝日系列 | 15:44 - 15:52                                                    | 2020年3月27日まで放送 |
| 近畿広域圏     | 朝日放送テレビ（ABC TV）  | テレビ朝日系列 | 13:45 - 13:53                                                    | 字幕放送実施（2015年6月より） 夏の高校野球中継期間中は休止。 2021年3月31日まで放送                                                   |
| 山口県         | 山口朝日放送（yab）       | テレビ朝日系列 | 月 - 木曜日 10:50 - 11:00                                        | 2020年3月31日まで放送 |
| 富山県         | チューリップテレビ（TUT） | TBS系列        | 15:49 - 15:57                                                    | 2020年3月31日まで放送 |
| 岡山県・香川県 | RSK山陽放送（RSK）[6]     | TBS系列        | 13:55 - 14:05                                                    | 祝日は自社制作の夕方ワイド番組『ごじまる』放送休止に従って5分繰り上がり15:50 - 16:00になることが多々あった。 2020年3月27日まで放送。 |
| 広島県         | 中国放送（RCC）           | TBS系列        | 13:55 - 14:05                                                    | 2020年3月31日まで放送 |
| 長崎県         | 長崎放送（NBC）           | TBS系列        | 13:55 - 14:03                                                    | テレビ長崎（後述）から放映権移管。                                                                                                   |
| 熊本県         | 熊本放送（RKK）           | TBS系列        | 15:40 - 15:50                                                    | 2020年3月31日まで放送 |
| 中京広域圏     | 東海テレビ（THK）         | フジテレビ系列 | 早朝4時台に8分間放送されるが放送時間は不定                       | |
| 長崎県         | テレビ長崎（KTN）         | フジテレビ系列 | 5:15 - 5:23                                                      | |
| 関東広域圏     | テレビ東京（TX）          | テレビ東京系列 | 9:11 - 9:21                                                      | 2017年9月29日まで放送 |
| 兵庫県         | サンテレビ（SUN）         | 独立局         | 月曜日 9:00 - 9:30 火曜日 10:30 - 11:00 水 - 金曜日 9:30 - 10:00 | 2021年3月まで放送。 |
| 日本全国       | BS日テレ                  | BSデジタル放送 | 土・日曜日 13:52 - 14:00                                         | |
| 日本全国       | BS朝日/BS朝日4K           | BSデジタル放送 | 木曜日 13:55 - 14:25                                             | |
| 日本全国       | BSテレ東                  | BSデジタル放送 | 9:51 - 9:59                                                      | 2021年3月31日まで放送 |
| テレビ東京 平日17:20 - 17:30枠                                                                              | テレビ東京 平日17:20 - 17:30枠                           | テレビ東京 平日17:20 - 17:30枠                                                     |
| 前番組 | 番組名                                                   | 次番組                                                                             |
| --- | -------------------------------------------------------- | ---------------------------------------------------------------------------------- |
| ケンちゃんの晩めし前! ※17:20 - 17:25SANPO ※17:25 - 17:30                                                    | 太陽と緑の健やかタイム （2008年4月 - 2011年9月30日）     | 買物の時間mini（月・金） 番組宣伝枠（火 - 木）                                     |
| テレビ東京 平日15:25 - 15:35枠                                                                              |                                                          |                                                                                    |
| 午後のロードショー（月 - 木） 傑作ミステリー（金） ※13:30 - 15:30 【5分繰り上げて継続】FINE! ※15:30 - 17:20 | 太陽と緑の健やかタイム （2011年10月3日 - 2014年9月30日） | 午後のロードショー（月 - 木） 傑作ミステリー（金） ※13:35 - 15:35 【10分繰り下げ】 |
| テレビ東京 平日11:35 - 11:45枠                                                                              |                                                          |                                                                                    |
| 昼めし旅 〜あなたのご飯見せてください!〜 【10分繰り下げて継続】                                             | 太陽と緑の健やかタイム （2014年10月1日 - 2015年3月31日） | 厳選!いい宿 【215分繰り下げ、5分短縮】                                             |
| テレビ東京 平日9:11 - 9:21枠                                                                                |                                                          |                                                                                    |
| ドラマブレイク ※8:15 - 9:21 【10分短縮して継続】                                                            | 太陽と緑の健やかタイム （2015年4月1日 - 2017年9月29日）  | なないろ+（月 - 木） 7スタ+（金）                                                  |

#### その他の提供番組
主にテレビ東京系列や独立局で番組提供される例が多い。以下はその一部。

##### テレビ
- news every.（日本テレビ、18時台の天気予報パート）関東ローカル
- シューイチ（日本テレビ系）
- ウェークアップ（読売テレビ制作、日本テレビ系）一部地域を除く
- 情報ライブ ミヤネ屋（読売テレビ制作、日本テレビ系）14時台後半、月曜日
- 秘密のケンミンSHOW極（読売テレビ制作、日本テレビ系）
- 防府読売マラソン（山口放送（制作局）を中心に西日本のNNN系14局とBS日テレでネット、毎年12月第3日曜12時00分 - 14時25分、前半パート）読売テレビのみローカル枠の都合上、翌日未明・早朝に時差ネット（録画放送）
- 朝だ!生です旅サラダ（朝日放送テレビ） - 2021年4月より提供開始
- 相葉マナブ（テレビ朝日系） - 2021年4月より提供開始
- 土曜スペシャル（テレビ東京系）一部地域を除く
- 午後のロードショー（テレビ東京）関東ローカル
- TVQスーパースタジアム（TVQ九州放送）九州ローカル、プロ野球シーズンのみ
- サンデーモーニング（TBS系）
- プレバト!!（MBS）

ほか
過去
- DON!（日本テレビ系、前半パート・隔日）
- 徹子の部屋（テレビ朝日系）毎週金曜日
- たけしの家庭の医学シリーズ（朝日放送テレビ制作、テレビ朝日系）
- 笑点デラックス（BS日テレ）

ほか

##### ラジオ
- けんずろうの元気いっぱい!（青森放送、月 - 金曜 7時40分 - 7時45分）パーソナリティのけんずろうは「青汁飲ませ隊」隊長として、青森県におけるアサヒ緑健のラジオCMに出演し、平日15時の時報前もに放送されている。
- 松山千春のON THE RADIO（NACK5ほか）社長の古賀良太が松山千春と友人であることから。番組内ではよく古賀に関することが紹介されている。また、電話を通じて古賀自ら出演したこともある。スポンサーになっているのは一部の放送局に限られており、CMも独自のものが流されている。

### その他広告活動
- サガン鳥栖 - かつてユニフォームスポンサーを務めていた。

## 社会奉仕活動

### スポーツ

#### ゴルフ
- アサヒ緑健インターナショナル選手権（米国LPGAツアー、現在は行われていない）
- アサヒ緑健カップTVQシニアオープンゴルフ（久山町・久山カントリー倶楽部、TVQ九州放送主催）
- アサヒ緑健よみうり・麻生飯塚メモリアルオープンゴルフトーナメント（嘉穂郡桂川町・麻生飯塚ゴルフ倶楽部、2004年 - 2006年、読売新聞社主催）

#### 陸上競技
- マスターズ陸上九州選手権大会

#### 青少年育成
- 福岡ダイエーホークスV2戦士野球教室（2000年）
- 少年サッカー教室
- キッズサッカー大会

#### その他
- ゲートボール大会

### 各種イベント
- 緑の健康ウォーク（2003年のみ、アサヒ緑健グループ社員総参加）

## 問題点・不祥事

### 薬事法違反問題とその後
2001年（平成13年）4月、厚生労働省がアサヒ緑健に対し、同社が制作し、テレビ各局において「時間枠購入」の形で放送していた『二重マル健康テレビ』の番組放送内容が薬事法に違反する恐れがあるとして、番組を中止するよう通告。

この通告を受け、独立UHF局をはじめ全国各地の民放100局以上にその時点で既に納品していた番組放送分について、各局に放送の中止を要請。これを受け各局では順次、放送終了の措置に踏み切る。
この薬事法違反問題により数ヶ月間、自社によるテレビ番組の企画・制作・提供と「緑効青汁」のテレビコマーシャル放映、自社制作以外の番組提供といった、テレビを通しての販売活動を全て自粛する措置をとった。